# Tomasina Pozzi
Tomasina Pozzi (Trevano, 27 aprile 1910 – Mese, 4 novembre 1944) è stata una religiosa e mistica italiana.

## Biografia
Proveniente da una famiglia di origini contadine di Trevano, in provincia di Como, decise di intraprendere la vita religiosa ed entrò nell'Istituto della Sacra Famiglia di Mese, in provincia di Sondrio. Già dai primi tempi della permanenza, venne colpita da fenomeni ritenuti paranormali al punto che venne giudicata in un primo tempo come indemoniata.
Alcune consorelle, tra cui suor Lucia Forni, riferirono che Tomasina era spesso tormentata dal demonio, che avrebbe infierito su di lei inserendo nel suo corpo corpi estranei come spille, aghi e chiodi (alcuni dei quali si trovano ancora oggi conservati nel convento di Mese). Oltre a questo fatto suor Tomasina si trovò spesso il letto incendiato durante il sonno, motivo per cui più volte si ritenne necessario l'intervento di un esorcista, ma senza successo.
Si ipotizzò solo dopo che la vita di suor Tomasina avesse rappresentato una continua lotta contro il demonio e nel contempo iniziò a manifestare i primi sintomi di propensione agli esorcismi lei stessa, oltre alla comparsa di presunte stimmate alle mani, ai piedi, al costato, alla spalla sinistra e alla fronte.
Di salute cagionevole, morì in odore di santità nel convento di Mese nel 1944, a 34 anni di età, e la sua salma fu sepolta nella cappella del convento locale. 
La città d'origine le ha in seguito dedicato una scuola dell'infanzia.